# Collectivité territoriale de Guyane
Pour les articles homonymes, voir CTG.
La collectivité territoriale de Guyane (en abrégé CTG) est une collectivité territoriale unique française qui succède au département et à la région d'outre-mer de Guyane dans tous leurs droits et obligations au 1er janvier 2016.
Son organe exécutif est le président de l'assemblée de Guyane (qui succède aux présidents des conseils régional et général) et son organe délibérant est l'assemblée de Guyane (qui remplace le conseil régional et le conseil général).

## Historique
Le 10 janvier 2010, les électeurs de Guyane rejettent par référendum la création d'une collectivité unique soumise à l'article 74 de la Constitution puis, lors d'un second référendum le 24 janvier suivant, ils approuvent la création d'une collectivité territoriale unique. La création de celle-ci, rendue possible en lieu et place d'une région et d'un département d'outre-mer est prévue par l'article 73 de la Constitution.
Cette collectivité, comme celle de Martinique, est créée par l'adoption d'une loi organique et d'une loi ordinaire du 27 juillet 2011,. Initialement prévues en mars 2015, la première élection de l'assemblée de Guyane est repoussée en même temps que les élections régionales à décembre 2015 par la loi n° 2013-403 du 17 mai 2013.
En décembre 2024, la collectivité décide de débloquer une aide exceptionnelle de 100 000 euros pour Mayotte après le passage du cyclone Chido qui a dévasté l'île.

## Président de l'assemblée de Guyane
À la différence de la collectivité territoriale de Martinique, le président de l'assemblée de Guyane constitue l'exécutif de la collectivité. Il n'y a pas comme en Martinique un conseil exécutif.
Le président et les conseillers membres de la commission permanente sont élus au sein des membres de l'assemblée de Guyane (art. L. 7123-1 et L. 7123-4 du Code général des collectivités territoriales (CGCT)). La commission permanente, dont le président fait partie, est composée au plus de 15 personnes (art. L. 7123-4 du CGCT).

## Conseil économique, social, environnemental, de la culture et de l’éducation de Guyane
Le conseil économique, social, environnemental, de la culture et de l'éducation de Guyane (CESECEG ou CESECE Guyane) est composé de 60 membres, répartis en  deux sections : la section économique, sociale et environnementale et la section de la culture, de l'éducation et des sports (art. L. 7124-2 du CGCT et art. R. 7124-1 du CGCT).
Les mandats sont de six ans (art. R7124-7 du CGCT. Nul ne peut être membre de plus d’une section (art. R. 7124-4 du CGCT). Les conseillers à l'assemblée de Guyane ne peuvent être membres du conseil (art. L. 7124-3 du CGCT). Les membres sont nommés par arrêté préfectoral.

## Identité visuelle

Logo retenu en 2015.

Une consultation est lancée en 2015 pour choisir le logo représentant la collectivité territoriale de Guyane,,. Le logo choisi lors du concours est retravaillé par la suite pour obtenir le logo définitif.
« Le logo représente la Guyane pour identifier sa géographie. Ses contours sont stylisés pour signifier son ouverture vers l'avenir : ses potentiels, ses capacités, ses projets, ses ambitions... On y voit un arc et des flèches stylisés, prêts au lancement, clin d'œil aux activités spatiales. Elles représentent chacune, des atouts par lesquels passera les projets et l'action. Ces éléments font références aux peuples amérindiens. Premiers habitants du territoire et en quête de reconnaissance, ce logo rend hommage à leur histoire, attentes, et leur volonté d’implication. Le texte en noir, simple et clair, nomme la collectivité en mettant en exergue la Guyane. ».
« L'ensemble des couleurs, renvoie à l'art tembé, en référence aux hommes et femmes « marrons », autres peuples autochtones, ayant tout aussi besoin de visibilité :
- le vert de la carte, et de l'arc pour l'environnement naturel, d’exception. Protecteur, à condition d'en maintenir les qualités intrinsèques, ses filières (agriculture, loisirs, bois, santé, bien être...) ;
- rouge, pour les hommes et femmes de ce territoire, richesse première (savoirs, générations, cultures, traditions, diversités, responsabilités durables...). Véritable terre d'accueil, généreuse par le  « vivant » ;
- bleu pour l'eau, quelles que soient ses formes (mer, fleuves, pluies, production d'eau...), pour ses ressources nourricières (pêche, loisirs, production électrique...) ;
- jaune : pour l'or, les richesses du sous-sol, exploitées et les possibles (orpailleurs, traditions...) ;
- noire : pour les richesses promises pour l'avenir, tel le pétrole, l'innovation technologique, le développement économique, les compétences...). »[12].